# Чуй как пее вятърът
„Чуй как пее вятърът“ (на японски: 風の歌を聴け) е първият роман от японския писател Харуки Мураками.
Появява се за първи път през юни, 1979 г. в брой на Гунзо (едно от най-влиятелните списания в Япония) и като книга на следващия месец. Романа е адаптиран от японския режисьор Казуки Омори през 1981 г. Английският превод се появява през 1987 г.
Това е първата книга от „Трилогията на плъха“, серия от независими романи, последвана от Флипер, 1973 (1980) и Преследване на дива овца (1982), преди по-късния епилог Танцувай, танцувай, танцувай (1988). Всичките четири книги в поредицата са преведени на английски, но Чуй как пее вятърът и Флипер (написани в стила на реализма, който малко се различава от по-късния стил на автора) не намират широко разпространение в англо-говорещия свят. Причината за това е че, Мураками се отнася към първите си две книги като към „произведения от незрелия ми период“.

## Заглавие
Заглавието „Чуй как пее вятърът“ идва от последното изречение в кратката история на Труман Капоти „Затвори последната врата“ – „Не мисли за никакви неща, мисли за вятъра“. Въпреки това, заглавието на романа предложено на комитета за литературни награди на Гунзо е „Честит Рожден Ден и Бяла Коледа“. Старото заглавие се появява с малък шрифт в горната част на публикуваното издание.

## Теми
На 1 април 1978 г. на Мураками му хрумва идеята за история, докато гледа бейзболен мач. Вдъхновението идва, когато първия батър Дейв Хилтън удря дабъл в първия ининг. По това време Мураками е управител на джаз кафе. Той пише по един час всяка вечер в продължение на четири месеца за да завърши романа. Историята се развива през 70-те в период от 19 дни между 8 и 28 август, и е разказана през погледа на 21-годишен мъж без споменато име. Историята включва писателската професия, японското студентско движение и както в други романи на Мураками, връзки и загуби. Както при по-късните му творби, готвенето, яденето, пиенето и слушането на западна музика се срещат често. Близкият приятел на разказвача, наречен Плъха, около когото се развива трилогията на Плъха, е студент и управител на бар, който изразява особено очуждение към обществото. Разказвачът описва (измисления) американски писател Дерек Хартфийлд като основно влияние, споменавайки неговите научнофантастични криминалета, и цитирайки го на няколко места.

## Сюжет
Чувствайки, че писането е ужасно трудна задача, разказвача преразказва историята на лятото си от 1970 г. По това време той е студент в Токио и се завръща в родния си град край морето за да прекара лятната си ваканция. Тази пролет момиче от университета с което той излиза се самоубива. По време на лятната си ваканция, той често посещава бар Джейс с приятеля си „Плъха“ и прекарва повечето време в маниакално пиене на бира. Един ден, той забелязва момиче лежащо на пода в тоалетната на бара и я отнася вкъщи. Момичето няма кутре на лявата си ръка. По-късно, той среща същото момиче в магазина за музика в който, тя работи. След това, тя започва да му се обажда и двамата излизат заедно няколко пъти. Междувременно, Плъха има видими проблеми с жена, но отказва да сподели подробности. Един ден, момичето без кутре среща разказвача в ресторант близо до пристанището. Те решават да се разходят, а по-късно в апартамента си, тя му разкрива, че е направила аборт. Когато се връща през зимата, момичето е напуснало работата си в магазина и апартамента си. Разказвача е женен и живее в Токио. Плъха все още пише романи и му изпраща черновите си всяка Коледа.